# پروین‌دخت یزدانیان

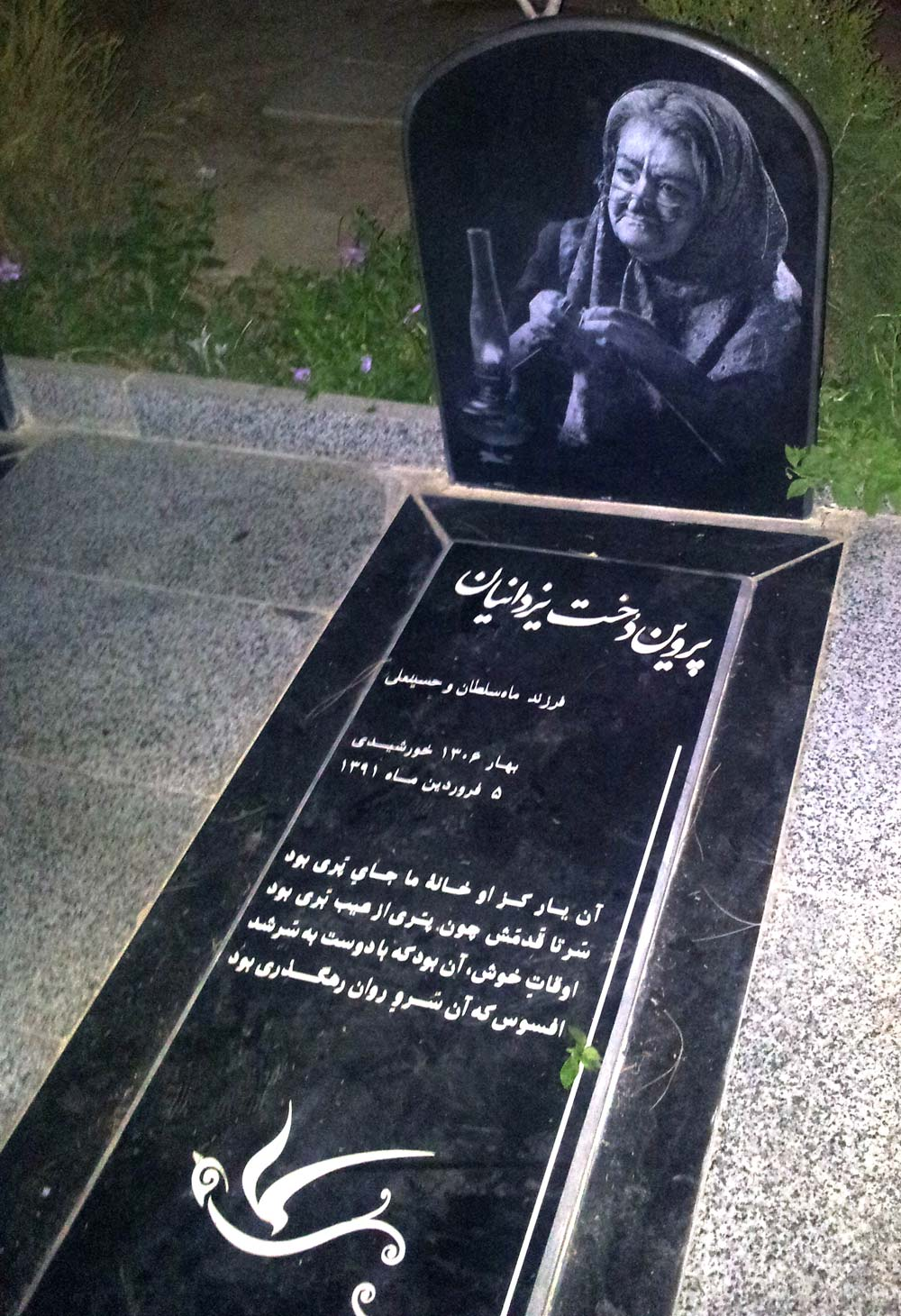

پروین‌دخت یزدانیان (۱۳۰۶ – ۵ فروردین ۱۳۹۱)، بازیگر ایرانی سینما و تلویزیون و مادر کیومرث پوراحمد کارگردان مطرح سینمای ایران بود. مزار او در گلستان شهدای نجف‌آباد قرار دارد.

## زندگی هنری
وی از ۱۳۷۰، با ایفای نقش بی‌بی — مادربزرگ مجید — در سریال تلویزیونی قصه‌های مجید به کارگردانی فرزندش، کیومرث پوراحمد پا به عرصهٔ بازیگری نهاد. سپس در سال ۱۳۷۱ با بازی در فیلم‌های صبح روز بعد و شرم وارد سینما شد. یزدانیان برای بازی در فیلم صبح روز بعد، برندهٔ دیپلم افتخار بهترین بازیگر نقش دوم زن از یازدهمین دورهٔ جشنوارهٔ فیلم فجر شد. از دیگر کارهای وی می‌توان به نان و شعر (۱۳۷۲)، مهریهٔ بی‌بی (۱۳۷۳)، خواهران غریب (۱۳۷۴)، شب یلدا (۱۳۷۹) و سریال سرنخ اشاره کرد.
پروین‌دخت یزدانیان پس از ابتلا به بیماری آلزایمر ، در ۵ فروردین ۱۳۹۱ درگذشت. پیکرش در گلستان شهدای نجف آباد در کنار همسرش به خاک سپرده شد.

## فیلم‌شناسی

### سینمایی
- شرم (۱۳۷۰)
- صبح روز بعد (۱۳۷۱)
- سفرنامه شیراز (۱۳۷۱)
- نان و شعر (۱۳۷۲)
- مهریه بی‌بی (۱۳۷۳)
- خواهران غریب (۱۳۷۴)
- شب یلدا (۱۳۷۹)

### تلویزیونی
- قصه‌های مجید (۱۳۷۰)
- دبیرستان خضراء  (۱۳۷۴)
- مدرسه مادربزرگ‌ها (۱۳۷۵)
- سرنخ (۱۳۷۵)
- عروسی ۷۷ (نوروز ۱۳۷۷)
- تصمیم نهایی (۱۳۸۰)